# Виктор Никитин
Виктор Михајлович Никитин (рус. Викторъ Михаӣловичъ Никитинъ; Кијев, 2. мај 1893 — 12. септембар 1933, Љубљана) је био пилот и то један од тројице првих пилота у првој југословенској авио-компанији Друштво за ваздушни саобраћај А. Д. Аеропут.
Погинуо је у авионској несрећи путничког авиона Аеропута типа Фарман Ф.306 под називом „Подгорица“, регистарских ознака YU -SAH којим је пилотирао. Несрећа се догодила на редовној линији Љубљана - Сушак у уторак 12. септембра 1933. године, у 6  и 21  ујутру непосредно по узлетању авиона са аеродрома у Љубљани.

## Биографија
Рођен је 2. маја 1893. године, у месту Лозановки крај Кијева, Руска Империја, у породици агронома Михаила, управника имања тамошњег племића, велепоседника, и Пољакиње мајке Хенријете, као средњи од петоро синова (Евгениј, Владимир, Виктор, Николај и Александар) и четири кћери (Ана, Олга, Софија и Лидија). Основно и средње образовање Виктор стиче у родном месту а 1914. године ступа у војно училиште Јевсинградску коњичку академију. Годину дана касније 1915. године се добровољно јавља у авијацију па је из Кијева упућен у севастопољску Војну ваздухопловну школу где за годину дана постаје војни пилот.
Убрзо по завршетку школе формира своју породицу, жени се Вером Михајловном Демињев са којом 30. септембра 1917. године добија сина Јурија (Ђорђа). Настањује се у Кијеву где са породицом живи све до доласка бољшевика а затим се евакуишу у Одесу да би када пропадне и западна интервенција комплетна породица крене у изгнанство из Одесе преко Крима, Симферопоља и Севастопоља у Варну где се привремено настањује. Да би преживели мушки чланови породице раде најтеже физичке послове без неке перспективе да ће убудуће бити боље. Пошто руску Белу егзилу полако напуштају западни савезници, породица Никитин се на позив Краља СХС/Југославије Александра са многим Русима бродом преко Цариграда и Галипоља, 1921. године досељава у Југославију. Прво се лоцирају у Нови Сад вероватно зато што је у то време Нови Сад био центар ваздухопловства новоформиране државе, а затим се пресељавају у Земун где су нашли погодне услове за трајни боравак. У Земуну Виктор гради кућу коју завршава три месеца пре него што ће погинути.
Син јединац Ђорђе је после очеве смрти завршио мушку руску гимназију у данашњем Руском дому у Београду, а затим и 64. класу Војне академије у Београду 1939. године и служио у артиљерији. После пропасти Југословенске краљевске војске у Априлском рату приступа јединицама НОБ-а, а после рата службује у оклопним јединицама ЈНА као активни официр. Ђорђе је после рата добио два сина од којих је старији Александар кренуо дединим стопама био је пилот у ЈАТ-у који је наставио традицију предратног Аеропута у коме је летео деда Виктор. На 50-то годишњицу првог лета Аеропута, на линији Београд-Загреб авионом је пилотирао Александар Никитин и на тај начин симболично обележио јубилеј.

## Радна биографија

### Први светски рат
Негде у исто време када добија диплому међународног пилота, јуна месеца 1916. године, Виктор Никитин је упућен у јединицу на фронту која је била у саставу 12-тог корпусног авијацијског одељења. Врло брзо овладава пилотским вештинама тако да исте године прелази на ловачке авионе једноседе. У току рата је једанпут лакше рањен али других незгода није имао. Као поручник је 1917. године постављен за команданта авијацијског одреда 7. дивизије а све време рата за противнике је имао немачке и аустроугарске пилоте. После потписивања Брест-Литовског мира Виктор Никитин се налази у јединицама генерала Дењикина да би се после његове пропасти прикључио јединицама генерала Врангела. За све време рата и револуције Виктор је имао 606 часова борбених летова.

### Војно Ваздухопловство краљевине СХС/Југославије
Доласком у Нови Сад 1921. године почиње да ради као физички радник на аеродрому у Новом Саду. У то време југословенском војном ваздухопловству су били потребни стручњаци свих струка и профила па пошто је добро познавао мотористику и авиомеханику почео је да ради као авио-механичар на новосадском аеродрому. После неколико година прелази у СИДНА (француско-румунска авио-компанија) и у њој ради као авио-механичар. Све време је покушавао да поново почне да лети као пилот и то му коначно полази за руком, ангажован је као пилот и наставник летења (под уговором) у војном ваздухопловству. Његова репутација и очигледно летачко знање били су му најбоља препорука. Виктор Никитин је био резервни официр југословенског краљевског ратног ваздухопловства (ЈКРВ) и касније када је радио у Аеропуту и поред свих својих летачких обавеза одржавао је тренажу и на ратним авионима до краја свог живота.

### Аеропут
Одмах по оснивању Аеропута 1927. ово друштво је ангажовало за прве пилоте руске ветеране Владимира Стрижевског, Михаила Јарошенка и Виктора Никитина. Било је то за њих, искушење летачке професије, авион постаје нешто више, од до тада провереног борбеног средства, постаје путничко средство које путницима треба да обезбеди сигурност, тачност, редовност и удобност. Из године у годину нижу се сати и километри саобраћајног пилота В. Никитина који је као и остали пилоти друштва готово стално на аеродрому, око авиона или у ваздуху. Искушења је били много, у релативно крхким авионима, сложеним временским условима, уз навигационе и друге недаће путнички летови су били права авантура. Пилоти су морали да рачунају са многим факторима који им често нису ишли у прилог. У току рада код Аеропута, Никитин је направио 466 сати налета. Био је комплетан пилот који је познавао авион којим је летео, терен који је прелетао и атмосферу којом је пловио.

### Аероклуб
Као врсни летач и заљубљеник у плаве висине, Никитин се радо одазивао позивима да лети за потребе Аероклуба, који је у то време интензивно радио на популаризацији ваздухопловства. На јавним приредбама пилотирао је спортским авионима типа де Хевиленд изводио задивљујуће фигуре у ваздуху. Често је на оваквим приредбама обављао такозвана „ваздушна крштења“, возећи авионом по први пут оне који су се одважили да то и искусе. Два дана пре своје погибије 10. септембра 1933. године, на аеро-митингу у Вршцу извршио је више од 20 летова, „крстивши“ стотину путника што путничким што спортским авионом. На овом аеро-митингу су и направљене последње фотографије пилота Виктора Никитина.

### Незгоде
У току своје летачке каријера В. Никитин је имао само три незгоде:
1. рањавање у борбеном лету на источном фронту,
2. принудно слетање на неподесан терен када су остали без горива враћајући се са међународног такмичења војних екипа и
3. принудно слетање путничког авиона Потез-29 на редовној линији Београд-Загреб код села Поповача крај Славонског Брода због прегревања мотора.

Све три незгоде су прошле без жртава.

У току свог пилотског стажа готово да није било авиона на нашем небу тога доба којим није летео В. Никитин било као: војни пилот и наставник летења, пробни пилот Икаруса, члан Аероклуба или саобраћајни пилот Аеропута.

## Несрећа
Авионска несрећа путничког авиона Аеропута типа Фарман Ф.306 под називом „Подгорица“, регистарских ознака YU-SAH, догодила се на редовној линији Љубљана - Сушак у уторак 12. септембра 1933. године, у 6  и 21  ујутру непосредно по узлетања авиона са аеродрома у Љубљани. Временски услови на аеродрому тог јутра су били повољни, било је нешто магле, која се полако губила. Авион је по реду летења требало да полети у 6h 10 min али је са упаљеним моторима сачекао на писти једног путника који је каснио на лет. У 6 h 19 min авион је полетео са 9 минута закашњења. Међутим, одмах након узлетања, авион се срушио у шуму уз страховит тресак, на само један километар од аеродрома, ударивши при паду у зидану ограду Душевне болнице на Студенцу. У авиону је било осам лица, два члана посаде и шест путника. Сва лица у авиону су на месту погинула. Посаду авиона сачињавали су пилот Виктор Никитин и механичар Шпиро Тркуља. Ово је била прва авионска несрећа Аеропута, која се догодила након шест година од оснивања ове авио-компаније.

Један члан Комисије Команде ваздухопловства формиране да испита узроке ове авионске несрећа, инжењер г. Жика Стојановић је изјавио, а преноси Политика од 16. септембра 1933. године да: 
... кривице до материјала нема и да у погледу организације исто тако нема кривице. Полазак аероплана обављен је после редовног прегледа у Љубљани и под нормалним околностима. Кривице може да буде до магле и њеног неравномерног формирања на горњој површини или пак до фаталне грешке у пилотажи, што човек не може да верује, познајући ванредне способности пок. Никитина, као доброг, озбиљног и савесног пилота. 
Пилот Виктор Никитин је сахрањен на земунском православном гробљу, 15. септембра 1933. године уз све почасти које му припадају као угледном грађанину, војнику, пилоту и човеку.
На месту удеса и данас постоји плоча која сведочи о времену и именима људи несталих у овој катастрофи.